# Carl Fredrik Scheffer

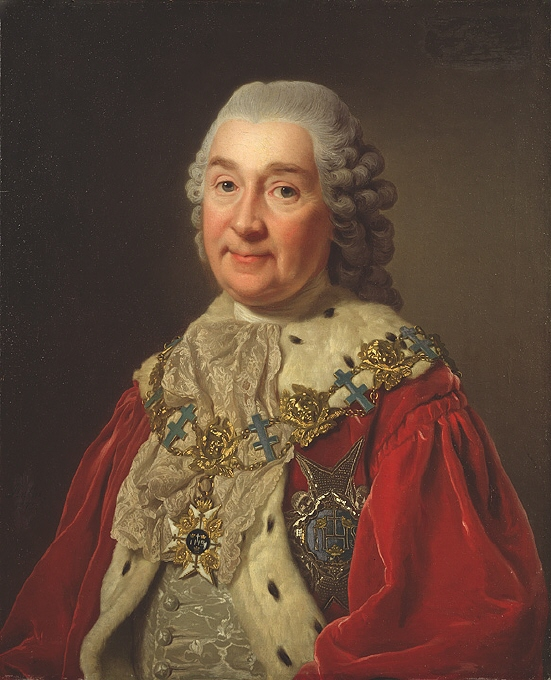
Carl Fredrik Scheffer auf Alexander Roslin.

Carl Fredrik Scheffer (28 april 1715 - 27 augustus 1786) was een Zweeds graaf, diplomaat en politicus. Hij was een van Zwedens meest invloedrijke sinofielen van zijn tijd. Van 1743 tot 1752 was hij minister voor Frankrijk (ambassadeur in Parijs). In 1753 werd hij verkozen tot Nationale Grootmeester, en werd hij lid van de Serafijnenorde. Van 1756 tot 1762 was hij gouverneur van de kroonprins, de latere koning Gustav III. Scheffer werd later, in 1786 door Gustav III als eerste assessor van zetel 2 uitgenodigd in de Zweedse Academie om glans te geven aan de Academie, maar Scheffer overleed vóór zijn inhuldiging.